# Club Social Deportivo León de Huánuco
El Club Social Deportivo León de Huánuco és un club de futbol peruà de la ciutat de Huánuco.

## Història
El club va ser fundat el 29 de juny de 1946.

## Evolució de l'uniforme
| 1946-08 | 2010 | 2011 | 2012-Present |  |

## Palmarès
- Copa Perú:[5]
  - 1980, 2009